# Passiflora nitida
Passiflora nitida Kunth – gatunek rośliny z rodziny męczennicowatych (Passifloraceae Juss. ex Kunth in Humb.). Występuje naturalnie w Kostaryce, Panamie, Kolumbii, Wenezueli, Gujanie, Surinamie, Gujanie Francuskiej, Ekwadorze, Peru, Boliwii oraz Brazylii (w stanach Acre, Amazonas, Pará, Rondônia, Roraima, Tocantins, Bahia, Maranhão, Dystrykt Federalny, Goiás i Mato Grosso). 

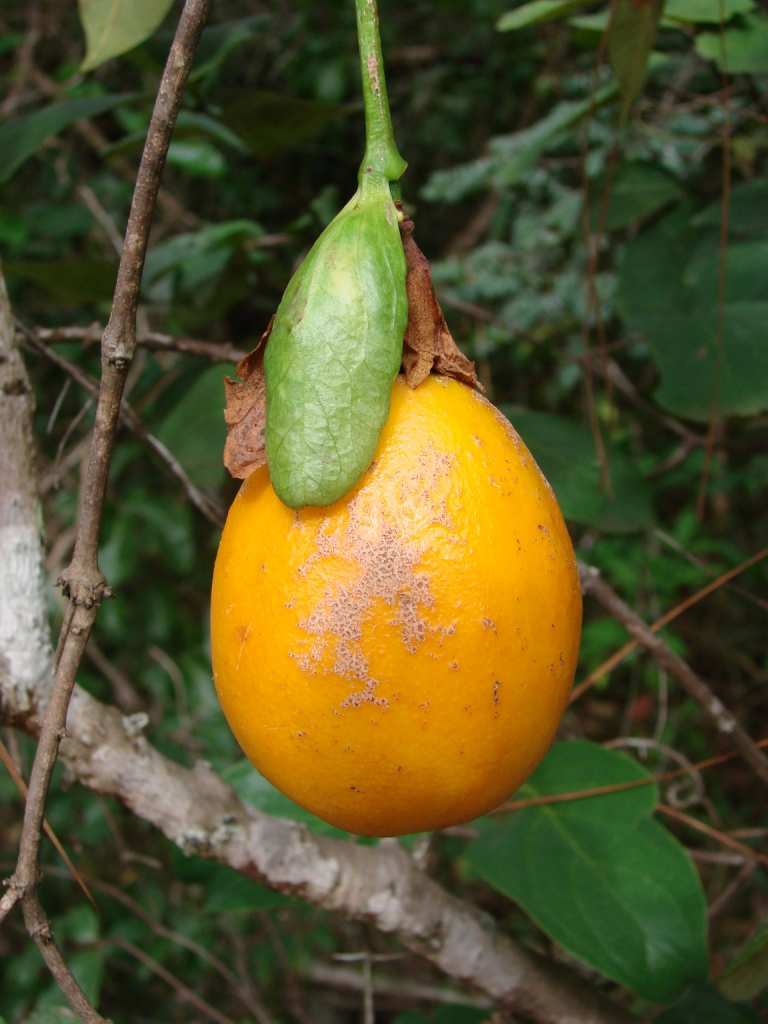
Owoc

## Morfologia
PokrójZdrewniałe, trwałe, owłosione liany.
LiścieOwalne, skórzaste. Mają 12–22 cm długości oraz 6–13 cm szerokości. Ząbkowane, z ostrym wierzchołkiem. Ogonek liściowy jest owłosiony i ma długość 5–30 mm. Przylistki są liniowe o długości 4–8 mm.
KwiatyPojedyncze. Działki kielicha są podłużnie lancetowate, mają 3–5 cm długości. Płatki są liniowo podłużne, mają 3–4 cm długości. Przykoronek ułożony jest w dwóch rzędach, ma 20–40 mm długości.
OwoceSą prawie jajowatego kształtu.